# Ta Som

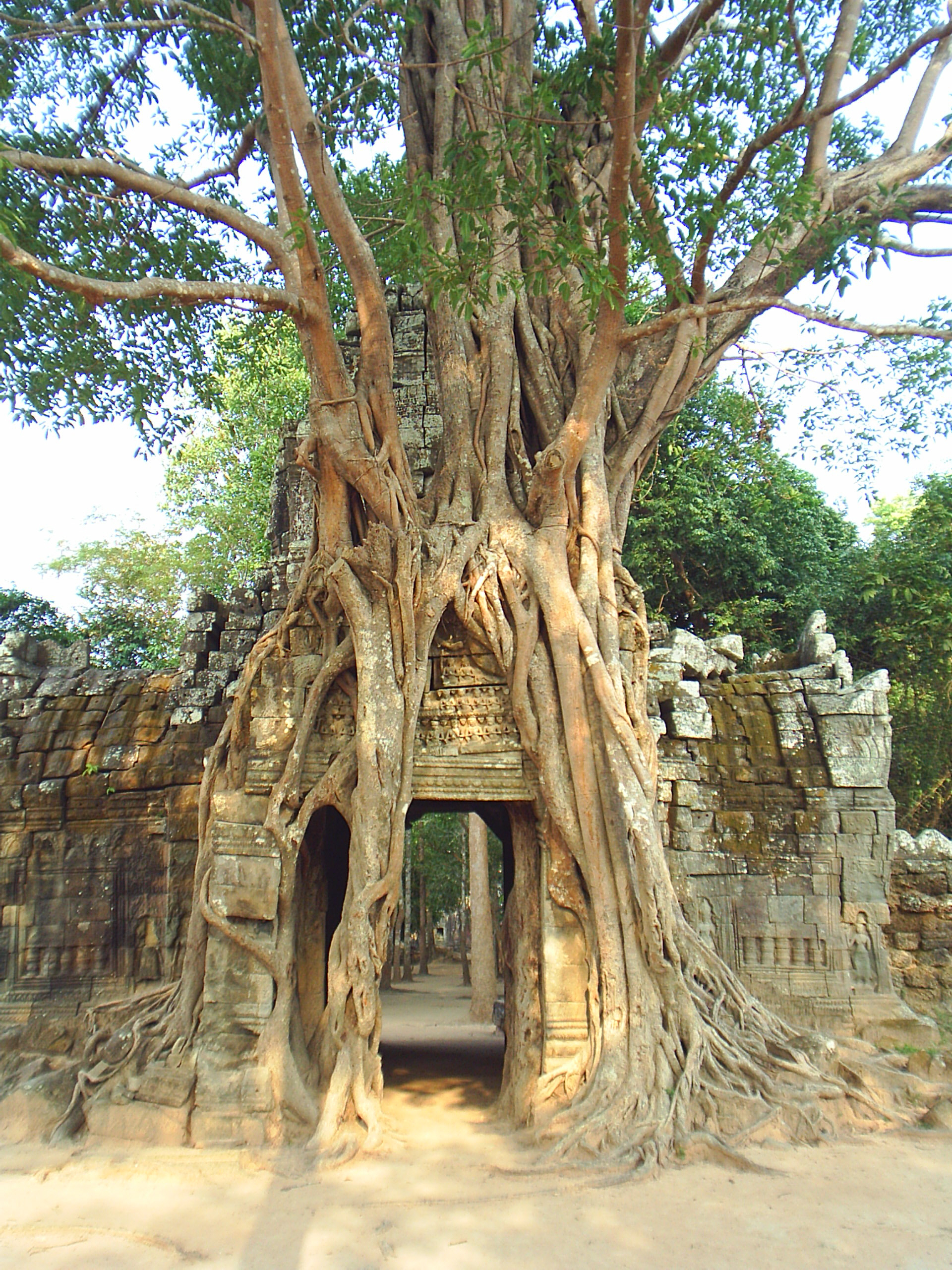
Il gopura est più esterno di Ta Som, avvolto da un fico strangolatore

Ta Som (in khmer ប្រាសាទតាសោម, Prasat Ta Som) è un tempio minore di Angkor, in Cambogia.
Fu costruito dalla fine del XII secolo da Jayavarman VII. Si trova ad est di Neak Pean, in prossimità del lato est del prosciugato baray Jayatataka. Il re dedicò il tempio al padre Dharanindravarman II (indicato con l'appellativo postumo di Paramanishkalapada), presentato come Re dei Khmer tra il 1150 e il 1160, ma sulla cui effettiva regalità vi sono parecchi dubbi.
Mentre il nome moderno significa "l'antenato", quello originale potrebbe essere stato Gaurasrigajaratna ("il gioiello del propizio elefante bianco"), secondo iscrizioni del vicino Preah Khan.
Il tempio ha una pianta che riporta su una scala limitata e semplificata la planimetria di complessi buddisti di Jayavarman VII più famosi, quali Ta Prohm e Banteay Kdei. Si ritiene che nel XIII secolo il figlio Indravarman II abbia aggiunto il muro di recinzione più esterno in laterite, che misura 240 per 200 m.
Il recinto esterno presenta due gopura di entrata (le cui torri quadrangolari presentano grandi facce scolpite, nello stile Bayon), ad est e ad ovest. La principale è l'entrata ad est, ma attualmente si utilizza quella ovest. All'interno un fossato racchiude il recinto mediano, anch'esso in laterite con due gopura corrispondenti alle entrate principali.
Il recinto più interno presenta una galleria e misura 30 metri per 20, ha quattro torri d'angolo e quattro gopura ed è ornato all'esterno da 172 pregevoli statue di devata. Il santuario centrale ha un solo livello. Sono presenti anche due "biblioteche" nelle posizioni usuali agli angoli SE e NE.
Nel 1998 il World Monuments Fund ha avviato un programma di restauro e stabilizzazione del complesso tramite l'addestramento e l'uso di manodopera locale.